# 蓋爾山 (圖克斯山)
47°8′24″N 11°37′58″E / 47.14000°N 11.63278°E

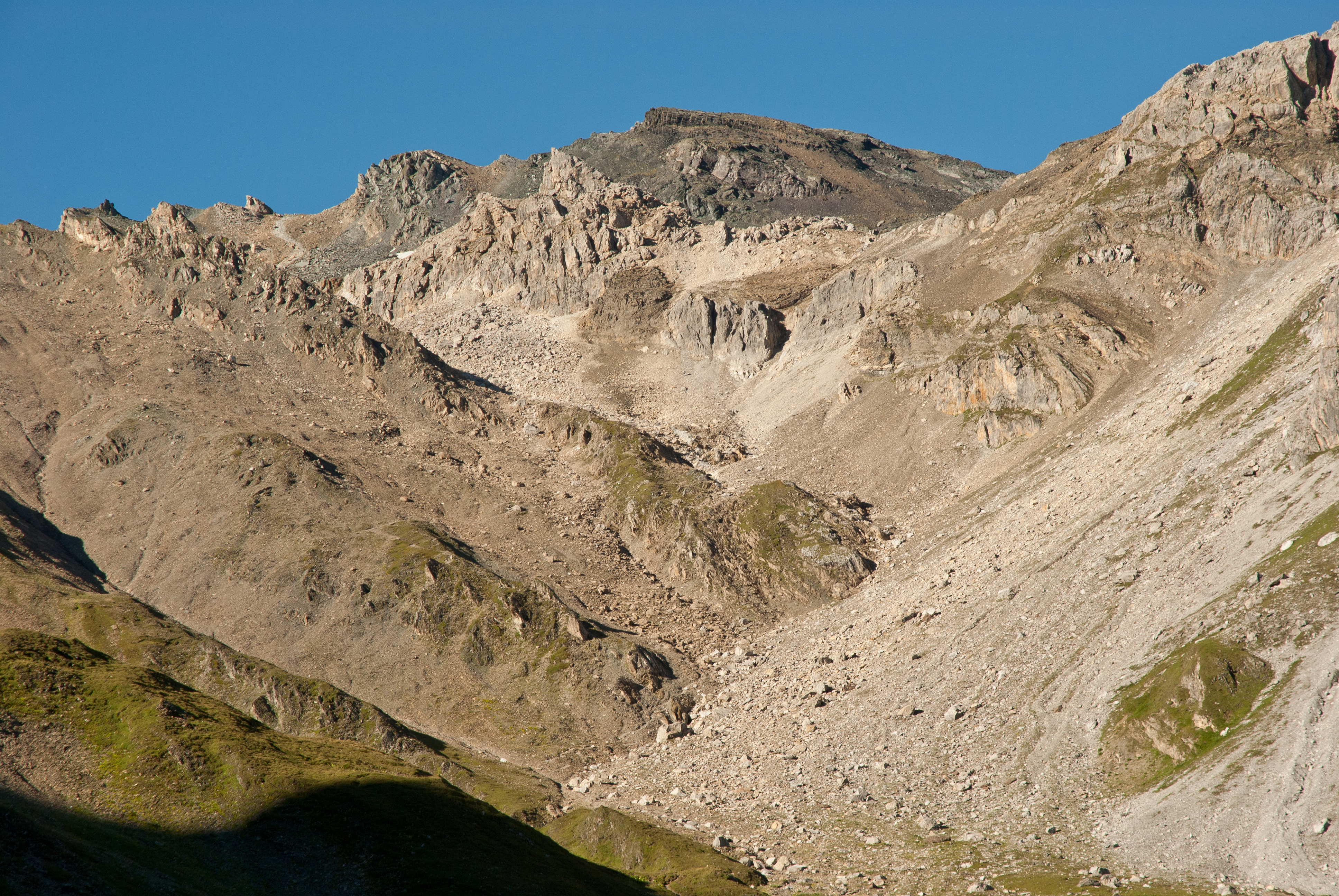

蓋爾山（德語：Geier），是奧地利的山峰，位於該國西部，由蒂羅爾州負責管轄，屬於圖克斯山的一部分，距離利茨烏默雷克納山0.4公里，海拔高度2,857米，每年平均降雨量1,806毫米。